# Contea di Bonneville
La contea di Bonneville (in inglese Bonneville County) è una contea dello Stato dell'Idaho, negli Stati Uniti. La popolazione al censimento del 2000 era di 82 522 abitanti. Il capoluogo di contea è Idaho Falls.

## Geografia
La contea si trova nel sud-est dello Stato. al confine con il Wyoming. Nella parte occidentale si trova la pianura del fiume Snake. La maggior parte degli abitanti si colloca lungo il fiume Snake, mentre a ovest si estendono montagne ricoperte di boschi e a ovest il deserto. Nella contea si trova parte della Foresta nazionale di Caribou-Targhee.

### Contee confinanti
- Contea di Jefferson - nord-ovest
- Contea di Madison - nord
- Contea di Teton - nord-est
- Contea di Teton (Wyoming) - nord-est
- Contea di Lincoln (Wyoming) - sud-est
- Contea di Caribou - sud-est
- Contea di Bingham - sud-ovest/ovest

## Storia
Prima dell'arrivo dei coloni, la contea era abitata da nativi Shoshone, Bannock e Blackfoot. La contea fu creata nel 1911 e fu chiamata così in onore del generale Benjamin Bonneville.

## Comuni

### Cities
- Ammon
- Idaho Falls (capoluogo)
- Iona
- Irwin
- Ririe
- Swan Valley
- Ucon

Nella contea si trova anche il census-designated place Lincoln.